# Viktor Viktorovytch Ianoukovytch
Ne doit pas être confondu avec Viktor Ianoukovytch.
Viktor Viktorovytch Ianoukovytch (ukrainien : Виктор Викторович Янукович), né le 16 juillet 1981 à Ienakiieve et mort le 20 mars 2015 au lac Baïkal en Sibérie, est un homme politique ukrainien, député à la Rada de 2006 à 2014. Il est surtout connu pour être le fils de l'ancien président ukrainien Viktor Ianoukovytch.

## Carrière politique
Fils cadet de Viktor Ianoukovytch, il est député à la Rada. Il est ainsi réélu en 2012. En 2013-2014, il est opposé à la répression contre l'Euromaïdan lors de la révolution ukrainienne de février 2014, contrairement à son frère aîné Oleksandr.
Après la chute de son père, il est, jusqu'à sa mort, visé par des sanctions européennes à caractère économique.

## Vie privée
Marié à Olga Stanislavovna Korochanska, il est le père d'un fils prénommé Iliya.

## Mort
Le 20 mars 2015, Viktor Viktorovytch Ianoukovytch meurt en se noyant dans un lac gelé lors d'un accident de voiture, alors qu'il accomplissait des prouesses de cascadeur.
Le 23 mars 2015, il est inhumé au cimetière militaire de Sébastopol, en Crimée, en présence de son père.